# شيخ الجفري
شيخ بن محمد الجفري (1137 - 1222 هـ) عالم دين ومصلح اجتماعي وشاعر متصوف من دعاة الإسلام في الديار الهندية. كان له دور في نشر وتبليغ الإسلام في مجتمع المليبار بالهند، وإسهامات في تطوير تعاليمه عقيدةً وشريعةً وطريقةً، بالإضافة إلى مشاركاته الأدبية في عصر ازدهار الشعر العربي في كيرلا الهندية.

## نسبه
شيخ بن محمد بن شيخ بن حسن بن علوي بن محمد بن أبي بكر بن عبد الرحمن بن عبد الله التريسي بن علوي الخواص بن أبي بكر الجفري بن محمد بن علي بن محمد بن أحمد الشهيد بن الفقيه المقدم محمد بن علي بن محمد صاحب مرباط بن علي خالع قسم بن علوي بن محمد بن علوي بن عبيد الله بن أحمد المهاجر بن عيسى بن محمد النقيب بن علي العريضي بن جعفر الصادق بن محمد الباقر بن علي زين العابدين بن الحسين السبط بن علي بن أبي طالب، وعلي زوج فاطمة بنت محمد ﷺ.
فهو الحفيد 31 لرسول الله محمد ﷺ في سلسلة نسبه.

## مولده ونشأته
ولد بقرية الحاوي قرب مدينة تريم في حضرموت سنة 1137 هـ، ونشأ في ظل العلم والفضل، وحفظ القرآن الكريم في صغر سنه عند والده، وكان والده وأجداده إلى علوي جده الثالث قد أخذوا عن الإمام عبد الله الحداد. وأخذ شيخ مبادئ علومه على علماء الحاوي وتريم. وقد عمل بالتجارة في أول شبابه، ثم اشتغل بالعلوم الدينية، وتعلم طريقة الصوفية.

## شيوخه
أخذ عن جماعة من السادة العلوية، منهم:
| - عبد الرحمن بن عبد الله بلفقيه | - أخوه عبد الرحمن بن محمد الجفري - حسن بن عبد الله الحداد | - عبد الرحمن بن عبد الله الحداد - محمد بن حامد السقاف |  |

## تلاميذه
وممن تخرج على يديه وتربى في مدرسته الروحية:
| - عبد الله بن أحمد باسودان - عمر بن عبد الرحمن البار - علوي بن أحمد الحداد | - عمر بن طه البار - عبد الله بن علي بن شهاب الدين - حسن بن صالح البحر | - علوي بن محمد مولى الدويلة - أحمد بن محمد الحبشي - محمد صالح الريّس | - عبد الوهاب بن عبد القادر الويلوري - علي البلنكوتي - محيي الدين بن علي الكاليكوتي |

## هجرته إلى مليبار
رحل إلى مدينة كاليكوت بمليبار من بلاد الهند راكبا مع إحدى السفن التجارية ونزل بساحل مليبار سنة 1159 هـ واستقبله القاضي محيي الدين بن علي مع بعض من زعماء المسلمين هناك، وذهبوا به إلى الملك سامري كاليكوت حيث استقبله استقبالا رسميا، وأعطاه دارا وأرضا، وطلب منه أن يستقر في كاليكوت. وقد ذهب إلى هناك بهدف الدعوة الإسلامية ونشر الإسلام، حيث اهتم بإصلاح حال المجتمع من الناحية الاجتماعية والسياسية والدينية فاستطاع إزالة العصبية بين الناس. واختلط مع الهندوس واعتنى بأمورهم فاعتنقوا الإسلام. وأسس مساجد ومدارس دينية كثيرة في أنحاء كيرلا. ثم رحل إلى الحجاز وتردد بين مدنها زمنا، ودخل عمان واليمن والشام ومصر، وعاد إلى تريم وقضى فيها بعض السنوات، ثم رجع إلى كاليكوت. وكانت له علاقة وثيقة مع السلطان حيدر علي وابنه السلطان تيبو.

## مؤلفاته
ألّف مؤلفات في بيان عقيدة أهل السنة والجماعة، وتدخل في حسم القضايا الطارئة التي لها مساس بالإسلام والأمة الإسلامية وغير ذلك من المؤلفات، منها:
| - «كنز البراهين الكسبية والأسرار الغيبية لسادات مشايخ الطريقة الحدادية العلوية» - «نتيجة أشكال قضايا مسلك جوهر الجواهرية، وبرهان سلطان مشايخ الطريقة العيدروسية القادرية» - «الإرشادات الجفرية في الرد على الضلالات النجدية» | - «الكوكب الدري في نسب السادة آل الجفري» - «مضاعف الرزانة» - «مقامات» - شرح قصيدة للحبيب عبد الله الحداد - ديوان شعر |

## وفاته
توفي يوم الخميس ثامن شهر ذي القعدة الحرام سنة 1222 هـ، ودفن بجوار داره في كاليكوت، ويعرف هذا الدار اليوم باسم «بيت الجفري».

### استشهادات
1. ↑  الزركلي، خير الدين (2002). الأعلام (PDF). بيروت، لبنان: دار العلم للملايين. ج. الثالث. ص. 182. مؤرشف من الأصل (PDF) في 2022-10-02.
2. ↑  السقاف، عبد الله بن محمد (1934). تاريخ الشعراء الحضرميين. القاهرة، مصر: مطبعة حجازي. ج. الثاني. ص. 218.
3. ↑  المشهور، عبد الرحمن بن محمد (1984). شمس الظهيرة (PDF). جدة، السعودية: عالم المعرفة. ج. الثاني. ص. 408. مؤرشف من الأصل (PDF) في 2020-05-01.
4. ↑  الحداد، علوي بن أحمد (2011). المواهب والمنن في مناقب قطب الزمن الحسن. تريم، اليمن: مقام الأمام الحداد. ج. الثاني. ص. 480.
5. ↑  زبارة، محمد بن محمد بن يحيى (1998). نيل الوطر من تراجم رجال اليمن في القرن الثالث عشر. بيروت، لبنان: دار الكتب العلمية. ج. الثاني. ص. 26.
6. ↑  الحبشي، عيدروس بن عمر (2009). عقد اليواقيت الجوهرية وسمط العين الذهبية بذكر طريق السادات العلوية. تريم، اليمن: دار العلم والدعوة. ج. الأول. ص. 527.
7. ↑  باذيب، محمد بن أبي بكر (2014). إسهامات علماء حضرموت في نشر الإسلام وعلومه في الهند. عمان، الأردن: دار الفتح. ص. 192.
8. ↑  بامطرف، محمد عبد القادر (1981). الجامع: جامع شمل أعلام المهاجرين المنتسبين إلى اليمن وقبائلهم. بغداد، العراق: دار الرشيد. ج. الثاني. ص. 591.

## روابط خارجية
- الأبعاد في الشعر العربي في كيرالا - نداء الهند.
- شيخ بن محمد الجفري - معجم البابطين لشعراء العربية في القرنين التاسع عشر والعشرين.